# Justine Johnstone
Justine Johnstone, conosciuta in seguito anche con il nome Justine Wanger, (Englewood, 31 gennaio 1895 – Santa Monica, 3 settembre 1982), è stata un'attrice e patologa statunitense.
Conosciuta protagonista della scena musicale di Broadway, Ziegfeld Girl e attrice del cinema muto, si sposò con il produttore Walter Wanger. Lasciò le scene per dedicarsi alla medicina, diventando ricercatrice e patologa, esperta di sifilide.

## Biografia
Studiò alla Emma Willard School di Troy, nello stato di New York. Attrice delle Ziegfeld Follies e delle Folies-Bergere, apparve nel 1917 nello spettacolo Over the Top, che aveva come protagonista Fred Astaire.
Il 13 settembre 1919, si sposò con il produttore cinematografico Walter Wanger. La coppia avrebbe poi divorziato nel 1938. Conosciuta con il nome di Justine Wanger, assunto dopo il matrimonio, nel 1926 lasciò lo spettacolo e si iscrisse alla Columbia University, dove diventò l'assistente di Samuel Hirschberg e di Harold T. Hyman. In seguito, si specializzò in endocrinologia e ricerca sul cancro, installando un laboratorio nella sua casa di Hollywood.

## Morte
Justine Johnstone morì a Santa Monica il 3 settembre 1982 all'età di ottantasette anni per insufficienza cardiaca. Venne sepolta al Chapel of the Pines Crematory.

## Filmografia
- The Crucible, regia di Hugh Ford ed Edwin S. Porter (1914)
- Nothing But Lies, regia di Lawrence C. Windom (1920)
- Blackbirds, regia di J.P. McGowan (1915)
- The Plaything of Broadway, regia di John Francis Dillon (1921)
- Sheltered Daughters, regia di Edward Dillon (1921)
- A Heart to Let, regia di Edward Dillon (1921)
- Moonlight and Honeysuckle, regia di Joseph Henabery (1921)
- La voce del sangue (Never the Twain Shall Meet), regia di Maurice Tourneur (1925)

## Spettacoli teatrali
- Watch Your Step (Broadway, 8 dicembre 1914)
- Ziegfeld Follies of 1915, prodotto da Florenz Ziegfeld, Jr. (Broadway, 21 giugno 1915)
- Stop! Look! Listen! (Broadway, 25 dicembre 1915)
- Ziegfeld Follies of 1916, prodotto da Florenz Ziegfeld, Jr. (Broadway, 12 giugno 1916)
- Betty (Broadway, 3 ottobre 1916)
- Oh, Boy (Broadway, 20 febbraio 1917)
- Over the Top (Broadway, 28 novembre 1917)
- Hush Money (Broadway, 15 marzo 1926)